# Josef Henke
Josef Henke (12. ledna 1933, Mladá Boleslav – 19. března 2006, Praha) byl český režisér, scenárista, autor rozhlasových her. Narodil se v rodině ředitele zdravotního ústavu (Josef Henke, 1904–1980), matka Anna zemřela, když mu byly tři roky.

## Studium
Po maturitě na Raisově reálném gymnáziu v Jičíně v roce 1951 začal studovat režii na DAMU, absolvoval v roce 1955.

## Zaměstnání
Již za dob studií spolupracoval s rozhlasem, televizí i divadlem. V roce 1955 se stává režisérem v divadle D 34, v letech 1958–1960 v Československém rozhlasu. Krátce se vrátil do divadla E. F. Buriana. Od roku 1962 režie v Brně a do roku 1971 Československý rozhlas Praha. V roce 1971 byl z politických důvodů propuštěn a měl zákaz činnost v rozhlasu i televizi. Pracoval ve Východočeském divadle, v mosteckém divadle a divadle S + H. V roce 1990 se vrací zpět do rozhlasu a stal se šéfrežisérem Československého rozhlasu Praha, krátce šéfredaktorem Českého rozhlasu 3, stanice Vltava (1994–1995).

## TV inscenace (výběr)
- 1969 – Stenotypisté
- 1969 – Karel a Anna
- 1970 – Manon Lescaut
- 1972 – Jak Anče s komtesou k modrému z nebe přišly
- 1982 – Lidský hlas
- 1992 – Vítr na konci srpna
- 1992 – Vida, jak ten den hezky začíná
- 1992 – Růžový květ
- 1994 – Narcisový dům
- 1999 – Žena v kleci

## Rozhlasová režie (výběr)
- 1960 – Ruslan a Ludmila
- 1961 – Železná opona
- 1961 – John Millington Synge: Hrdina zapadákova[p 1]. Překlad a úprava Vladislav Čejchan. Hudba Marek Kopelent, orchestr řídí Miloš Zelenka. Asistentka režie Eliška Ciklová. Inspicie Bohumil Semerák. Technická spolupráce Vladimír Kalmický a Jiřina Nováková. Režie Josef Henke. Osoby a obsazení: Krista Mahon (Vladimír Hrubý), starý Mahon, jeho otec, starousedlík (Josef Beyvl), Michael James Flaherty, hostinský (Josef Hlinomaz), Margaret Flahertyová, zvaná Peggan Miko, jeho dcera (Věra Kubánková), Shawn Koogh, její bratranec (Jiří Pick), vdova Quinová (Libuše Havelková), Philly Cullen, drobný farmář (J. V. Švec), Jimmy Farrel, drobný farmář (František Hanus), Sára Tenseyová (Luba Skořepová), Zuzana Brendyová (Anuše Pejskarová), Honorie Blakeová (Marta Kučírková), veřejný vyvolavač (Jiří Kadlec). Premiéra 26. 3. 1961[1]
- 1963 – Robinson číslo 24073
- 1964 – Zabil jsem Petra
- 1964 – Michel Cournot: Děti soudního dvora (Les Enfants de la justice)
- 1965 - Božena Benešová: Věra Lukášová
- 1970 – Černí husaři
- 1971 – Márinka
- 1977 – Povedený tatínek a já
- 1991 – Magorie
- 1994 – Fritz Joachim Raddatz: Proces Ezry Pounda, titulní role: Otomar Krejča[2]
- 1994 Oldřich Daněk: Vzpomínka na Hamleta, Český rozhlas, hráli: Královna norská (Marta Vančurová), Klaudius (Josef Vinklář), Horatio (Lukáš Hlavica), Kapitán (Jiří Klem) a hlášení a odhlášení (Hana Brothánková), dramaturgie: Oldřich Knitl, režie: Josef Henke[3]
- 1999 – Vítězslav Nezval (na námět Abbé Prévosta): Manon Lescaut. Hudba Petr Mandel. Dramaturgie Jana Weberová. Osoby a obsazení: Manon Lescaut (Iveta Dušková), Pierre, její opatrovník (Jaroslav Kepka), Marcela, její služka (Martina Delišová), rytíř des Grieux (Ivan Jiřík), Tiberge (Jan Šťastný), Duval (Vladimír Brabec), Duvalův sluha (Miroslav Středa), Duvalův syn (Ivan Trojan), Modesta (Hana Ševčíková), hostinský z Amiensu (Soběslav Sejk), velitel výpravy (Jiří Klem) a další. Natočeno v roce (95 min) [4]
- 2002 Thomas Bernhard: Minetti. Portrét umělce jako starého muže (Minetti. Ein Portrait des Künstlers als alter Mann). 1977, Český rozhlas, úprava a režie Josef Henke, překlad: Josef Balvín, osoby a obsazení: Minetti (Otomar Krejča), Dáma (Antonie Hegerlíková), dívka (Anna Suchánková), Hotelový vrátný (Soběslav Sejk), Hotelový sluha (Miroslav Masopust), Muž se psí maskou (Jiří Klem), lilipután + maškara + harmonika (Petr Šplíchal), Opilec + maškara (Josef Plechatý), starý kulhající muž (Josef Henke), Maškara + dívčin přítel (Viktor Dvořák), Maškary (Dana Verzichová, David Švehlík, Aleš Pospíšil, Jaroslav Slánský, Jana Stryková, Vladimír Senič a Jiří Litoš) a hlášení (Světlana Lavičková)[5]
- 2003 – Oldřich Daněk: Rudolfinská noc [6]

## Další umělecká činnost
V roce 1968 založil družstvo Ariston, které bylo zrušeno v roce 1971 po natočení desky Kde končí svět na památku Jana Palacha. Patřil k zakladatelům pražské Violy a Lyry Pragensis, spolupracoval se souborem Chorea Bohemica – pořady Pražské vigilie (1980) a Loď bláznů (1983). Je autorem pořadu "Setkání na schodech" v Národním muzeu. V roce 1963 vydal knihu Síla slova. Zahrál si ve filmech Stříbrný vítr (1954) a Král Šumavy (1959). V roce 1980 režíroval film Zrození času.

## Ocenění
- 1968 – hlavní cena za režii v celostátní soutěži k výročí republiky
- 1994 – výroční cena Nadace literárního fondu
- 1996 – hlavní cena Prix Bohemia
- 1999 – hlavní cena Prix Bohemia za režii
- 2004 – medaile Za zásluhy  II. stupeň (2004)
- cena Litfondu
- cena Českého rozhlasu za celoživotní vynikající přínos rozhlasové tvorbě